# Банґар
4°42′30″ пн. ш. 115°4′25″ сх. д. / 4.70833° пн. ш. 115.07361° сх. д.
Банґар — один з 5 мукімів (районів) округи (даера) Тембуронґ, на сході Брунею. Межує за Малайзією.

## Райони
- Пекан Бангар Лама
- Пекан Бангар Бару
- Перкемаган Бангар
- Кампонг Мененга
- Кампонг Сунгаі Сулок
- Кампонг Сунгаі Таніт
- Кампонг Сунгаі Танам
- Кампонг Балаянг
- Кампонг Семаманг
- Кампонг Буанг Булан
- Кампонг Белінгус
- Кампонг Батанг Туау
- Кампонг Сері Тан
- Йонг Белаянг
- Кампонг Пуні
- Кампонг Уйонг Йалан